# Payer Imre (labdarúgó)
Payer Imre, Perényi (Sopronkövesd, 1888. június 1. – Győr, 1957. augusztus 16.) válogatott labdarúgó, edző.

## Pályafutása

### Klubcsapatban
1910-ben Győrből szerződött a Ferencvároshoz. A klub első vidékről igazolt labdarúgója volt. Négy bajnoki címet és egy magyar kupagyőzelmet szerzett a Fradival, ahol 166 mérkőzésen lépett pályára (90 bajnoki, 51 nemzetközi, 25 hazai díjmérkőzés) és 20 gólt szerzett (13 bajnoki, 7 egyéb). 1919-ben elhagyta az egyesületet és egy rövid ideig Bécsben játszott. Az aktív labdarúgást a Zuglói AC csapatában fejezte be 1921-ben.

### A válogatottban
1911 és 1918 között 21 alkalommal szerepelt a válogatottban és 4 gólt szerzett. Tagja volt az 1912-es stockholmi olimpián 5. helyezett csapatnak.

### Edzőként
1921-től edzőként is tevékenykedett Olaszországban. Főleg másod- és harmadosztályú csapatoknál dolgozott, egészen 1942-ig.
Tanítványai között Bruno Venturinit, Achille Piccinit, Libero Marchinit, Annibale Frossit és Viola Józsefet említette. 1955-ben hazatért, mivel Olaszországban már nem jutott edzői álláshoz, így élete ellehetetlenült.

## Sikerei, díjai

### Játékosként
- Olimpia
  - 5.: 1912, Stockholm
- Magyar bajnokság
  - bajnok: 1909–10, 1910–11, 1911–12, 1912–13
  - 2.: 1913–14, 1917–18, 1918–19
- Magyar kupa
  - győztes: 1913

## Statisztika

### Mérkőzései a válogatottban
| Magyarország | Magyarország       | Magyarország                      | Magyarország   | Magyarország | Magyarország  | Magyarország         | Magyarország | Magyarország                 |
| #            | Dátum              | Helyszín                          | Hazai          | Eredmény     | Vendég        | Kiírás               | Gólok        | Esemény                      |
| ------------ | ------------------ | --------------------------------- | -------------- | ------------ | ------------- | -------------------- | ------------ | ---------------------------- |
| 1.           | 1911. november 5.  | Budapest, Üllői úti pálya         | Magyarország   | 2 – 0        | Ausztria      | Wagner-serleg        | -            |                              |
| 2.           | 1911. december 17. | München, MTV '79-Platz            | Németország    | 1 – 4        | Magyarország  | barátságos           | -            |                              |
| 3.           | 1912. április 14.  | Budapest, Üllői úti pálya         | Magyarország   | 4 – 4        | Németország   | barátságos           | -            |                              |
| 4.           | 1912. május 5.     | Bécs, Hohe Warte                  | Ausztria       | 1 – 1        | Magyarország  | Wagner-serleg        | -            |                              |
| 5.           | 1912. június 23.   | Kristiania, Gamle Frogner-stadion | Norvégia       | 0 – 6        | Magyarország  | barátságos           | -            |                              |
| 6.           | 1912. június 30.   | Stockholm, Olimpiai Stadion (SWE) | Nagy-Britannia | 7 – 0        | Magyarország  | olimpiai negyeddöntő | -            |                              |
| 7.           | 1912. július 3.    | Stockholm, Råsunda (SWE)          | Magyarország   | 3 – 1        | Németország   | olimpiai vigaszág    | -            |                              |
| 8.           | 1912. július 5.    | Stockholm, Råsunda (SWE)          | Magyarország   | 3 – 0        | Ausztria      | olimpiai 5. helyért  | -            |                              |
| 9.           | 1912. július 14.   | Moszkva, SZKSZ-stadion            | Oroszország    | 0 – 12       | Magyarország  | barátságos           | -            |                              |
| 10.          | 1912. november 3.  | Budapest, Üllői úti pálya         | Magyarország   | 4 – 0        | Ausztria      | Wagner-serleg        | -            |                              |
| 11.          | 1913. április 27.  | Bécs, WAC-Platz                   | Ausztria       | 1 – 4        | Magyarország  | Wagner-serleg        | -            |                              |
| 12.          | 1913. május 18.    | Budapest, Üllői úti pálya         | Magyarország   | 2 – 0        | Svédország    | barátságos           | -            |                              |
| 13.          | 1914. május 3.     | Bécs, WAC-Platz                   | Ausztria       | 2 – 0        | Magyarország  | Wagner-serleg        | -            |                              |
| 14.          | 1914. május 31.    | Budapest, Üllői úti pálya         | Magyarország   | 5 – 1        | Franciaország | barátságos           | 1            | 59' (11-esből)               |
| 15.          | 1914. június 19.   | Stockholm, Råsunda                | Svédország     | 1 – 5        | Magyarország  | barátságos           | 1            | 21'                          |
| 16.          | 1914. június 21.   | Stockholm, Råsunda                | Svédország     | 1 – 1        | Magyarország  | barátságos           | -            |                              |
| 17.          | 1915. október 3.   | Bécs, WAC-Platz                   | Ausztria       | 4 – 2        | Magyarország  | barátságos           | -            |                              |
| 18.          | 1915. november 7.  | Budapest, Üllői úti pálya         | Magyarország   | 6 – 2        | Ausztria      | barátságos           | -            |                              |
| 19.          | 1916. június 4.    | Budapest, Hungária körúti pálya   | Magyarország   | 2 – 1        | Ausztria      | barátságos           | -            |                              |
| 20.          | 1916. október 1.   | Budapest, Üllői úti pálya         | Magyarország   | 2 – 3        | Ausztria      | barátságos           | -            |                              |
| 21.          | 1918. október 6.   | Bécs, WAC-Platz                   | Ausztria       | 0 – 3        | Magyarország  | barátságos           | 2            | 5' (11-esből) 63' (11-esből) |
|              | Összesen           |                                   |                | 21           | mérkőzés      |                      | 4            | gól                          |